# آنتونی دلون
آنتونی دلون (فرانسوی: Anthony Delon‎؛ زادهٔ ۳۰ سپتامبر ۱۹۶۴) هنرپیشه آمریکایی-فرانسوی و فرزند آلن دلون و ناتالی دلون (فرانسین کانُواس) است. وی از سال ۱۹۸۶ میلادی تاکنون مشغول فعالیت بوده است.